# Mecan, Wisconsin
Mecan là một thị trấn thuộc quận Marquette, tiểu bang Wisconsin, Hoa Kỳ. Năm 2010, dân số của thị trấn này là 665 người.